# Kathedrale von Florida

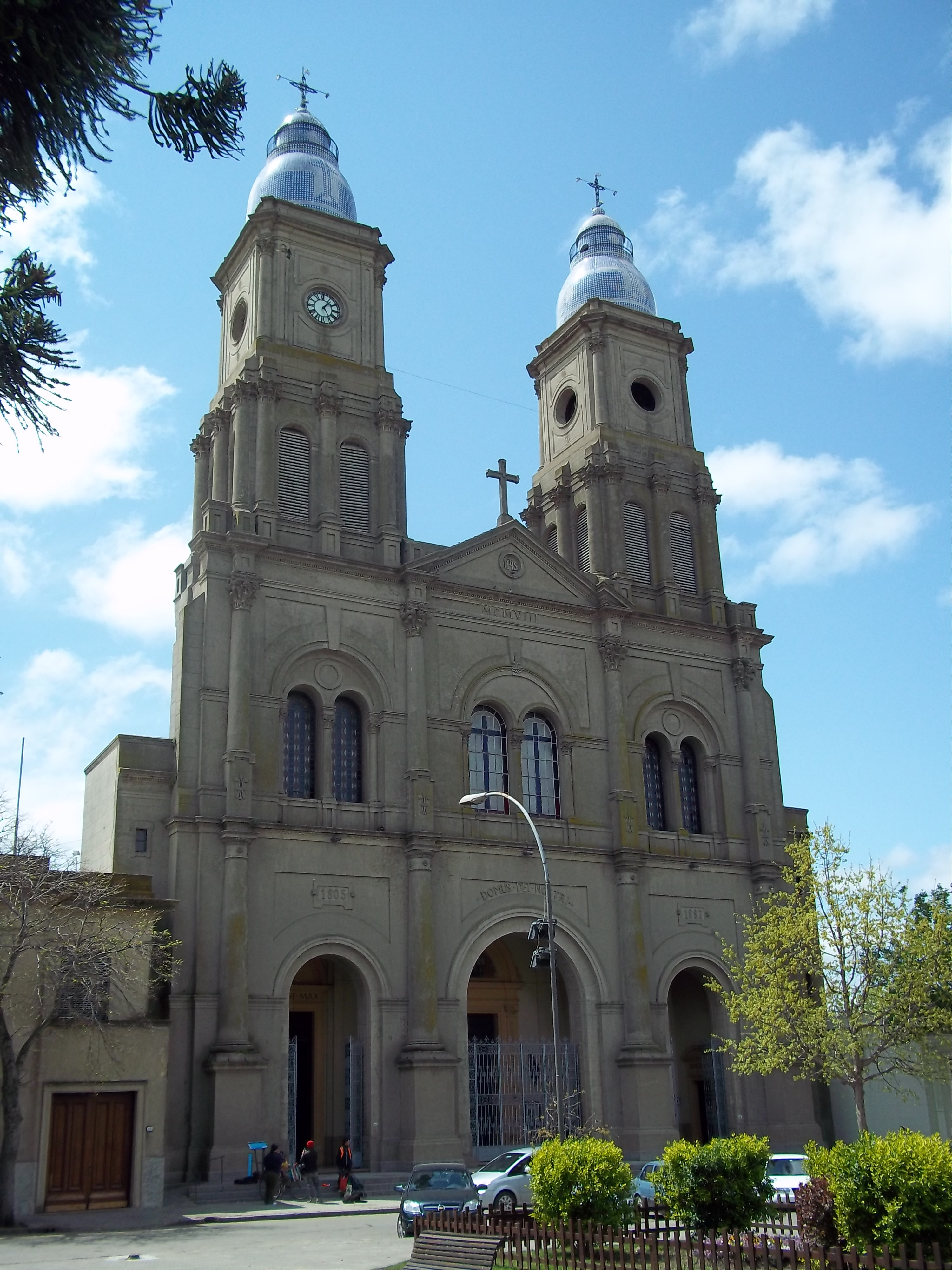
Blick auf die Kathedrale

Die Kathedrale von Florida oder Kathedralbasilika Unserer lieben Frau von Lujan (spanisch Catedral Basílica de Nuestra Señora del Lujan) ist eine römisch-katholische Kirche im Zentrum der Stadt Florida in Uruguay. Sie ist als Kathedrale Sitz des Bistums Florida und trägt zusätzlich den Titel einer Basilica minor.

## Geschichte
Die Kirche steht an einem der höchsten Punkte der Stadt Florida. Sie wurde nach der Grundsteinlegung 1887 als Pfarrkirche im Stil der Neorenaissance mit griechisch-römischen Elementen errichtet. Die Türme der Zweiturmfassade erreichen eine Höhen von 60 Metern, bedacht von Kuppeln mit blauen Kacheln. 
1956 wurde die Kirche zum Sitz des Bistums Florida. 1963 erhielt die Kathedrale von Papst Paul VI. zusätzlich den Titel Basilica minor verliehen.

## Nationalheiligtum der Jungfrau der Dreiunddreißig

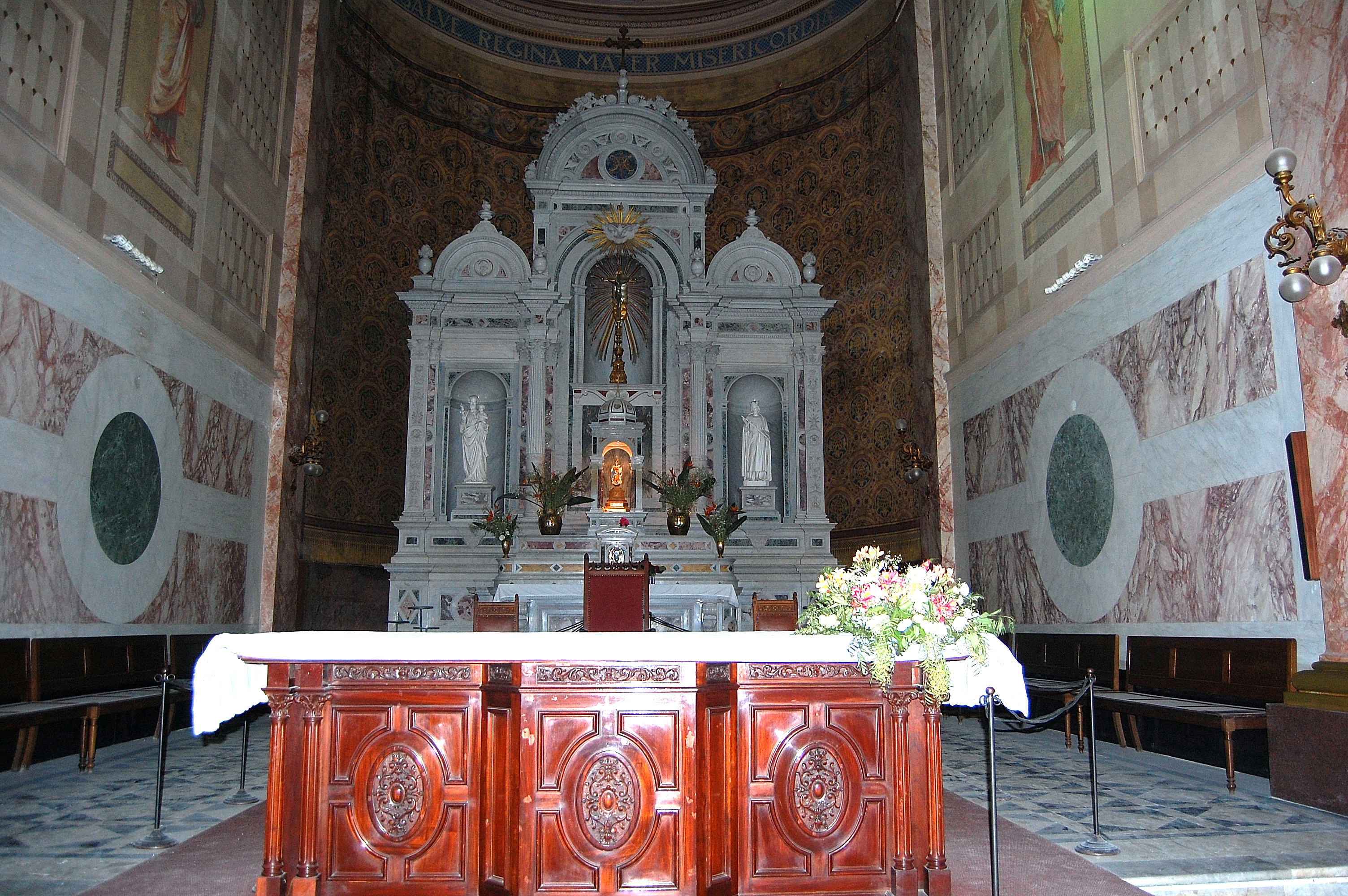
Choransicht mit Marienstatue im Hochaltar

Die Stadt Florida war im Jahre 1825 das politische Zentrum des Befreiungskrieges gegen Brasilien. In der damaligen Pfarrkirche stand eine Marienstatue, eine 36 Zentimeter hohe Schnitzerei aus der Mitte des 18. Jahrhunderts, vermutlich von Guarani angefertigt. Vor dieser Statue wurde bei der Unabhängigkeitserklärung am 25. August die Messe gefeiert, das Te Deum gesungen und die Trikolore vorgestellt. Deshalb nannten die Leute spontan die kleine Schnitzerei La Virgen de los Treinta y Tres nach der Gruppe der Freiheitskämpfer Die dreiunddreißig Orientalen.
1857 gab General Manuel Oribe der Statue eine goldene Krone. 1925 erhielt sie eine neue Krone, geschmückt mit Juwelen von orientalischen Frauen. Das Bündnis zwischen der Bevölkerung und der Kirche von Uruguay mit Maria, Jungfrau der Dreiunddreißig, wurde auf Wunsch der Bischöfe von Uruguay und der nationalen Regierung besiegelt.
1961 erfolgte eine kanonische Marienkrönung der Statue. Papst Johannes XXIII. erklärte die Virgen de los Treinta y Tres am 21. November 1962 zur Schutzpatronin von Uruguay. Aus diesem Anlass wurde die Kirche wurde zum Nationalheiligtum Uruguays erklärt. Am 25. August 1975 wurde die Kathedralbasilika zusammen mit der Marienfigur aus Anlass der 150-jährigen Unabhängigkeitserklärung zum nationalen historischen Denkmal (Monumento Histórico Nacional) erklärt. Am 8. Mai 1988 besuchte Papst Johannes Paul II. die Kirche und segnete die Statue.
Der Feiertag der Virgen de los Treinta y Tres ist der 8. November.